# Pascual Enrile y Alcedo
Pascual de Enrile y Alcedo (Cádiz, 13 de abril de 1772-Madrid, 6 de enero de 1836) fue un marino y militar español, mariscal de campo, auxilió la reconquista de la Nueva Granada, gobernador de Filipinas, entre los días 23 de diciembre de 1830 y el 1 de marzo de 1835, interino como segundo en el mando militar. Prócer 1835-1836, 1836.

## Biografía
Hijo del matrimonio formado por Jerónimo de Enrile y Guerci, I marqués de Casa Enrile, Director del Asiento general de negros en La Habana, y María de la Concepción Alcedo.
Hizo sus primeros estudios en el Colegio Clementino de Roma donde también estudió Alejandro Malaspina.

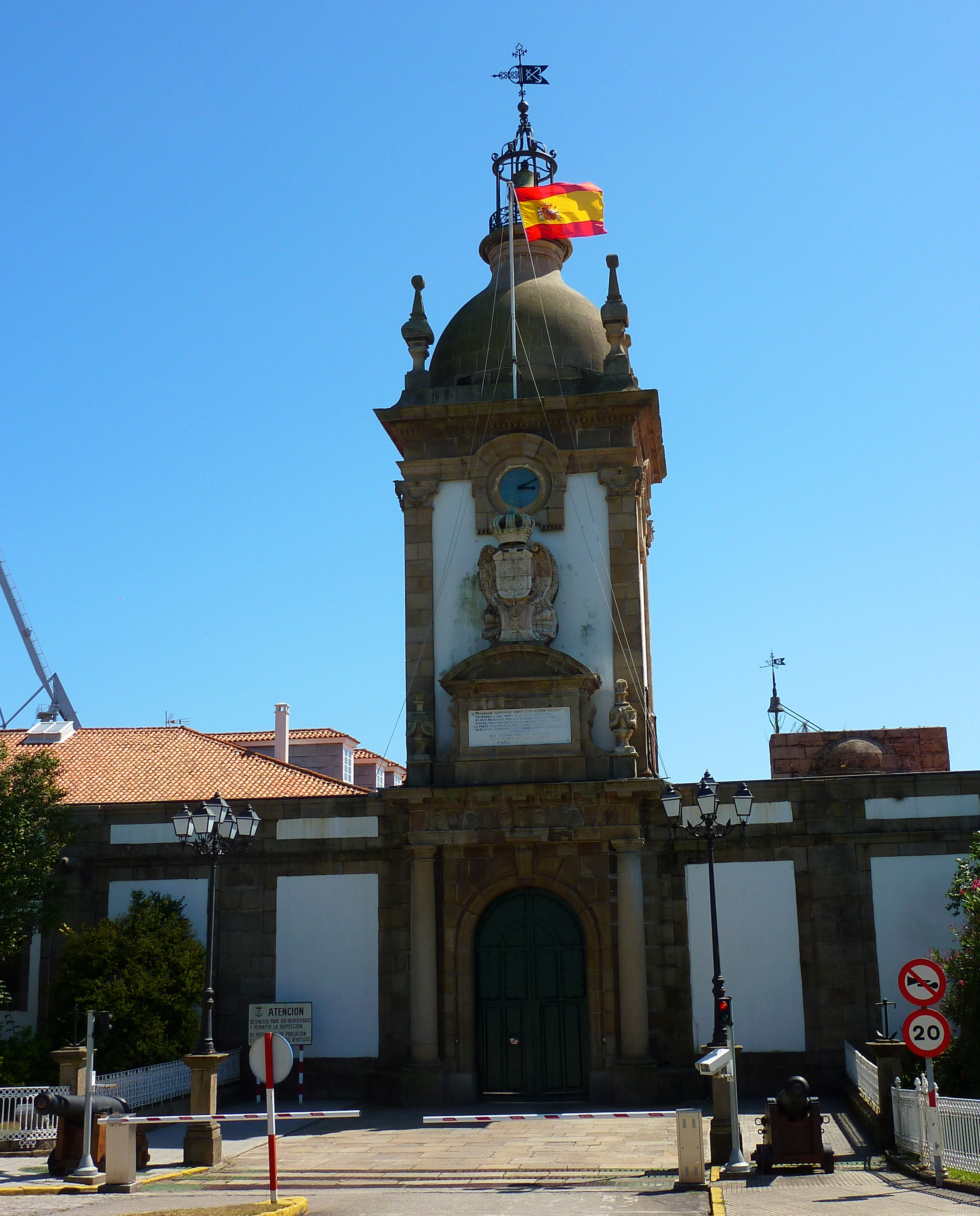
Arsenal de Ferrol

El 10 de junio de 1788 se alistó como Guardiamarina de la Armada Española sentando plaza en Ferrol.
Sirve en la Armada durante 23 años, obteniendo el 23 de febrero de 1809 el empleo de  capitán de  fragata.
Embarcó en el navío Europa perteneciente a la escuadra del marqués de los Camachos. Pasó luego a la fragata Elena participando en la guerra de la Convención con la misión de conducir tropas al ejército de los Pirineos (1793-1795) cruzando el cabo de San Vicente alcanzando la costa de África.
Alférez de fragata destinado a  América como ayudante del general Gabriel de Aristizábal, en el navío San Ramón, participa en la toma a los franceses de Fuerte-Delfín en la isla de Santo Domingo el 29 de enero de 1794.
A su regreso a la península, en abril de 1797, sostiene en unión con la fragata Ninfa un reñido combate en las costas de Conil con un navío y una fragata ingleses.
En 1803 se le concede el mando del bergantín Prueba con la misión de prolongar el Meridiano de París hasta la isla de Ibiza.
En abril de 1805 tomó el mando del apostadero de Barcelona, que desempeñó por espacio de cuatro años, siendo herido el 8 de enero de 1808 durante el abordaje a un jabeque corsario.

### Guerra de la Independencia

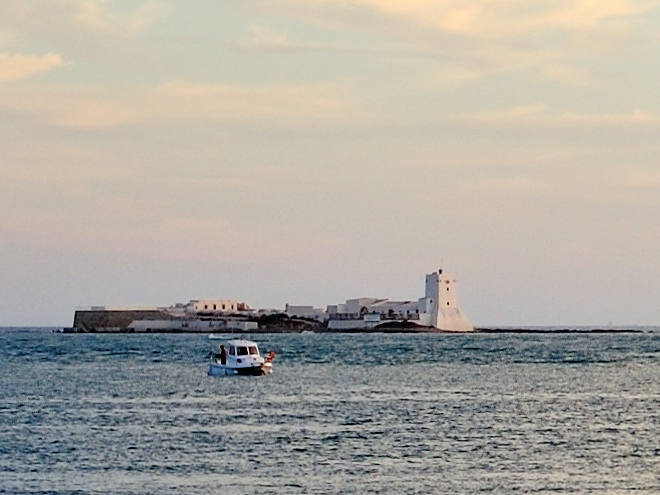
El castillo de Sancti Petri visto desde Chiclana de la Frontera

Capitán de fragata en 1808, se niega a reconocer a José I Bonaparte, siendo hecho prisionero por las tropas de Napoleón en Barcelona. 
Logra fugarse del castillo de Montjuich, llegando a Cádiz en abril de 1809. Fue nombrado comandante del Trocadero y mayor de la línea de lanchas que defendían la costa desde el islote de Sancti Petri hasta La Carraca durante el sitio de Cádiz (1810-1812) «tomando parte en todas las acciones que allí ocurrieron, y destruyendo por sí mismo hasta sus propiedades para desalojar de ellas a sus enemigos».
Alcanza el empleo de coronel, siendo nombrado ayudante general de los ejércitos el 8 de enero de 1811. Asciende a brigadier el 24 de febrero de 1814 siendo enviado en comisión al ejército del  Imperio austríaco.

### Pacificación y reconquista de Costa Firme

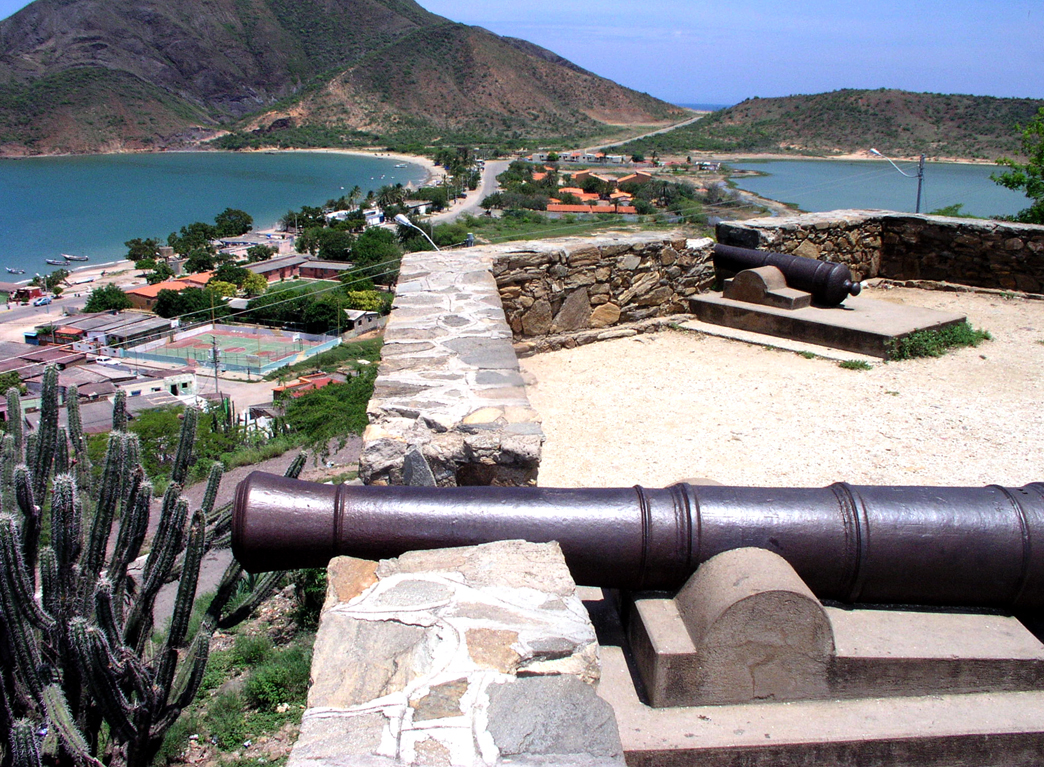
Fortin La Galera en isla de Margarita

Suprimido el Estado Mayor, regresó a la Armada, siendo nombrado jefe de la escuadra de 42 transportes protegidos por 18 buques de guerra y segundo general del ejército que bajo el mando del general Pablo Morillo debía formar la  Expedición pacificadora para socorrer a la sitiada plaza de Montevideo para contribuir luego con el Ejército Real del Perú en el intento de recuperación del disuelto Virreinato del Río de la Plata.
Conocida la caída de Montevideo así como el estado de insurrección de las provincias de Costa Firme hicieron que fuera desviada a Venezuela y Nueva Granada. Otros autores consideran que Morillo pensaba que si la tropa conocía su destino a Venezuela y Colombia podría amotinarse debido al clima insalubre. Por este motivo este destino fue ocutado.
El 7 de abril de 1815 reconquista isla Margarita tras un asedio de tres días.

... Nombrado cuartelmaestre general y mariscal de campo, recorrió las provincias de Cumaná, Barcelona y Caracas, rehabilitó le espedición de mar y tierra, organizó militarmente las provincias, envió una brigada al Perú y un batallón a Puerto Rico, y se dió a la vela para atacar á Cartagena de Indias: dirigió como jefe el bloqueo de esta plaza, los ataques de mar, el apresamiento al abordaje de varios buques en el puerto con el de los otros 12 cargados de víveres, que tomada ya Cartagena iban en su socorro, con los cuales armó la escuadrilla que se apoderó en el río de la Magdalena de toda la flotilla enemiga, y auxilió la reconquista del vireinato de Santa Fé, verificada desde el 17 de febrero hasta el 29 de junio de 1816...
Museo Naval

La acción de Enrile fue decisiva para la toma de Cartagena que se logró el 6 de diciembre de 1815, tras 106 días de asedio. Enrile entró con Morillo en Santa Fe de Bogotá el 6 de mayo de 1816 participando en la represión, siendo una de las víctimas Francisco José Caldas, conocido entre sus contemporáneos como El Sabio.
En 1817 persigue sin éxito a Javier Mina Larrea.

### Regreso a la Península
El 7 de mayo de  1817 llega al puerto de Cádiz, siendo destinado a Pamplona. Jefe de Estado Mayor, en abril de 1820 renuncia por enfermedad.
Durante el Trienio Liberal (1820-1823) forma parte de la Junta Consultiva de Guerra y también a la Comisión de Generales. En 1825, durante la Década Ominosa, fue rehabilitado en su cargo.

## Filipinas
En 1826 se le nombró Segundo Cabo de las Islas Filipinas.
En julio de 1829 fue ascendido a teniente general y pocos días después fue nombrado Gobernador-Capitán general del Archipiélago, continuando en el cargo hasta el 1 de marzo de 1835 cuando dio vela para España.

... El Sr. Enrile fué nombrado Gobernador sin la Superintendencia y esto no obstante fué uno de los Gobernadores que más celo mostró por el fomento de estas Islas, agregándose á esto que las conocía por los diferentes viajes que sin aparato y sólo con la idea de estudiarlas, había hecho á varias provincias y además era trabajador, entendido y digno y no le gustaban dificultades en la ejecución....
Felipe María de Govantes

... El general Enrile imprimía a cuantos negocios pasaban por sus manos el sello del orden y la claridad que reinaban en sus ideas. Poseia en alto grado el don de la persuasión, y unia a sus muchos conocimientos una profundidad, una rectitud de juicio y una prudencia que le daban la mayor preponderancia en los consejos, en los cuales pocas veces dejaba de ser adoptada su opinión. Dotado de toda la habilidad y destreza de un gran político, hubiera hecho época en la diplomacia si hubiese abrazado esta carrera ...
Museo naval N. 236. Retrato del Excmo. Sr. D. Pascual de Enrile y Alcedo.

### Muerte de Fernando VII y Regencia de Cristina
Siendo ya gobernador recibió noticia del fallecimiento de Fernando VII, acaecida el 29 de septiembre de 1833, de como su hija Isabel fue proclamada, asumiendo su viuda María Cristina de Borbón-Dos Sicilias la Regencia.
En Manila se nombraron por tercera vez Diputados a Cortes que no llegaron a sentarse en los Bancos del Congreso de los Diputados de España.

### Planos de Filipinas
Rectificó los planos de Filipinas como base para emprender muchos trabajos, como fueron los caminos, persuadido que las vías públicas es lo que más contribuye al fomento de los pueblos y á su civilización.
Hizo las dos grandes arterias del Norte y Sur de Luzón, junto con otros muchos caminos secundarios, superando las dificultades que suponían los innumerables ríos, puesto que solo en la línea Norte hay ciento diez y más en la del Sur. A tal fin construyó muchos puentes y, comprendiendo que la colocación de varios pueblos no era la más adecuada, los varió y colocó y creó otros nuevos en puntos estratégicos, para las necesidades del gobierno y seguro porvenir de sus moradores.
En los estudios previos al establecimiento del correo en el Archipiélago colabora su ayudante el ingeniero militar y cartógrafo José María de Peñaranda.

### Gobierno
Fruto de sus desvelos por el acrecentamiento del comercio, durante su mandato se publica el Código de Comercio, creando un Tribunal para dirimir pleitos de mercantiles, arregla pesas y medidas, recogiendo mucha moneda falsa que había en circulación.
En su mandato establece la Lotería, mediante bando regula los derechos de los médicos, establece la escuela de dibujo y también la junta de fomento.
Con motivo de un incendio regulariza la divisoria entre Tondo y Binondo, separándolos con una calle ancha.

### Navegación

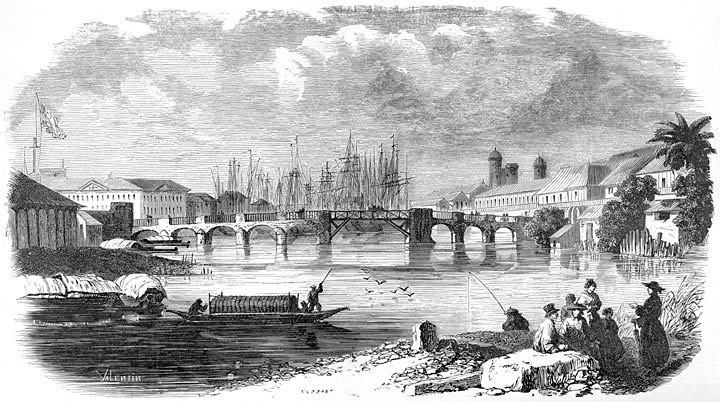
Puente de Binondoc a principios del

Quitó trabas á los barcos, les dio franquicias, ideó la farola del Corregidor á la entrada de la bahía de Manila, construyó la fragata Española

... Comprendiendo el Sr. Enrile la ventaja que reportaría á los barcos y comercio el que el puente de piedra que va desde Manila á Binondo calle de la Escolta, tuviese
un arco levadizo para que á cierta hora de la noche entrasen y saliesen los buques sin incomodar á nadie, tuvo el profundo sentimiento que lo informasen los ingenieros
militares que no podía hacerse dicha obra por falta de solidez en las bases de los arcos...
Govantes, página 364.

### Cultivo de arroz y tabaco
Autoriza el cultivo del arroz mientras que el tabaco experimenta un aumento. La Sociedad de Amigos costea una máquina para quitar la cáscara al arroz. Tradujo y dio al público explicaciones sobre el cultivo de varios artículos conocidos y codiciados del comercio, se suscribió al Semanario de Agricultura que se publicaba en Londres, adquirió una litografía y un novillo padre, e informó sobre la gutadaca y el arroz de secano.
| Predecesor: Mariano Ricafort Palacín y Abarca | Capitán general de Filipinas 23 de diciembre de 1830 al 1 de marzo de 1835 | Sucesor: Gabriel de Torres |